# La Victoria, Tonalá
La Victoria är en ort i Mexiko.   Den ligger i kommunen Tonalá och delstaten Chiapas, i den sydöstra delen av landet, 700 km sydost om huvudstaden Mexico City. La Victoria ligger 33 meter över havet och antalet invånare är 167.
Terrängen runt La Victoria är platt åt sydväst, men åt nordost är den kuperad. Runt La Victoria är det ganska glesbefolkat, med 50 invånare per kvadratkilometer. Närmaste större samhälle är Tonalá, 2,8 km nordost om La Victoria. Omgivningarna runt La Victoria är en mosaik av jordbruksmark och naturlig växtlighet.